# Alicia Alonso
Alicia Martínez del Hoyo (L'Havana, 21 de desembre de 1920 - 17 d'octubre de 2019), coneguda internacionalment com a Alicia Alonso, fou una reputada ballarina i coreògrafa cubana de dansa clàssica. Va ser durant molts anys Prima Ballerina Assoluta i directora del Ballet Nacional de Cuba. Activa fins a una edat molt avançada, és d'una importància cabdal i una de les primeres figures del ballet americà de tots els temps.

## Formació
Es va formar a la Sociedad Pro-Arte Musical de La Habana.

## Carrera professional
A la seva joventut, als anys trenta, va ballar a musicals de Nova York i va ser solista a l'American Ballet d'aquesta ciutat. El 1940 va ser cofundadora de l'American Ballet Theater, al qual va anar evolucionant fins a esdevenir-hi la primera ballarina i on va treballar directament amb coreògrafs com Michel Fokine, George Balanchine, Léonide Massine, Bronislava Nijinska, Anthony Tudor, Jerome Robbins, Agnes de Mille, etc.
El 28 d'octubre de 1948 es va fer al Teatro Auditorium de la Habana (actualment Teatro Amadeo Roldán) la funció inaugural del Ballet Alicia Alonso, actual Ballet Nacional de Cuba, fundat per la ballarina juntament amb el seu marit Fernando Alonso i el seu cunyat Alberto Alonso. Va ser la primera companyia de dansa nacional de Cuba i actualment és una de les companyies de dansa clàssica més reputades del món. El 1950 va crear l'Academia Nacional de Ballet Alicia Alonso, que des d'aleshores va dirigir, amb l'objectiu de formar nous ballarins per a la companyia. Aquell mateix any va estrenar la seva primera coreografia pròpia, Ensayo sinfónico.
El 1955 el seu ballet va passar a ser el ballet nacional del seu país, i canvià el seu nom pel de Ballet de Cuba. També el 1955 va ser per primera vegada l'estrella convidada dels Ballets Russos, fent parella amb Igor Youskevitch. Posteriorment va ser estrella convidada no només dels Ballets Russos, regularment, sinó d'altres prestigiosos ballets com el Teatre Bolxoi, el Ballet de l'Òpera de París, el Royal Danish Ballet, etc. A partir de 1959 el seu ballet va anomenar-se Ballet Nacional de Cuba.
Als quaranta-dos anys eleva a tres de les seves ballarines (Josefina Méndez, Mirta Pla i Margarita de Sáa) a la categoria de Prima Ballerina, tot i que ella seguiria ballant com a estrella al seu ballet. El 1965 va influir perquè es creés una segona companyia de dansa nacional a Cuba, el Ballet de Camagüey. A partir d'aquest moment, Alícia Alonso seguiria ballant com a estrella i muntant coreografies, però també va començar a preocupar-se del fet que, en paral·lel, altres nous professionals fessin també coreografies i ballessin els primers papers. El 1969 va actuar amb el Ballet Nacional de Cuba al Gran Teatre del Liceu de Barcelona. I el 1990 va ballar amb Rudolf Nuréiev a Palma el Poème de l'amour et de la mer, cantat per Victòria dels Àngels. El 1995, als 75 anys, va ballar pel 50è aniversari de la UNESCO i el 2006 va estrenar la seva coreografia Cuadros en una exposición i Desnuda luz del amor.

## Sobre l'artista
Alicia Alonso no és un nom artístic sinó el seu nom real. Va començar a ballar com a Alicia Martínez, però molt jove es va casar als Estats Units i, seguint la llei vigent d'aquell país, el seu cognom va ser substituït pel del seu marit, Fernando Alonso.
A causa d'un defecte en un ull (despreniment de retina), Alicia Alonso va ser parcialment cega des dels dinou anys.
El 2003 es publicà una biografia sobre Alicia Alonso i la seva relació i suport al règim cubà.

## Alguns premis i honors
Alicia Alonso ha rebut més de 127 reconeixements internacionals, alguns a la seva persona i d'altres a ella i el seu ballet. Alguns dels premis i reconeixements que ha rebut són:
- 2005: Premi Irene Lidova a tota una carrera, a Cannes
- 2005: Proclamada "Mare de la Dansa Latinoamericana", a Quito
- 2003: Premi Isabel Ferrer, de la Generalitat Valenciana
- 2003: Proclamada Oficial de l'Ordre de la Legió d'Honor de la República Francesa
- 2003: Rep de la UNESCO un "Homenatge Mundial" pel Dia Internacional de la Dansa
- 2002: Ambaixadora de bona voluntat de la UNESCO per a l'Educació, la Ciència i la Cultura, per la seva contribució al desenvolupament i difusió de la dansa clàssica.
- 2002: Doctora Honoris Causa a les Arts, Universitat de Guadalajara (Mèxic)
- 2002: Medalla Vaslav Nijinski
- 2000: Premi Benois de la Danse, de l'Associació Internacional de la Dansa[12]
- 2000: Ordre José Martí del Consell d'Estat de la República de Cuba[12]
- 1999: Medalla Picasso de la UNESCO[12]
- 1998: Doctora Honoris Causa, Universitat Politècnica de València
- 1998: Medalla d'Or del Círculo de Bellas Artes de Madrid[12]
- 1998: Proclamada Comandant de l'Orde de les Arts i les Lletres, a França[12]
- 1993: Creació de la Càtedra de Dansa Alicia Alonso a la Universidad Complutense de Madrid
- 1993: Orde d'Isabel la Catòlica d'Espanya
- 1974: Orde del Treball de la República Democràtica del Vietnam
- 1973: Doctora Honoris Causa, Universitat de l'Havana
- 1970: Grand Prix de la Ville de Paris, compartit amb el Ballet Nacional de Cuba[12]
- 1966: Premi Anna Pavlova Award de la Universitat de la Dansa de París[12]
- 1958: Premi Dance Magazine Annual Award
- 1934: Premi Dance Magazine Annual Award

## Galeria

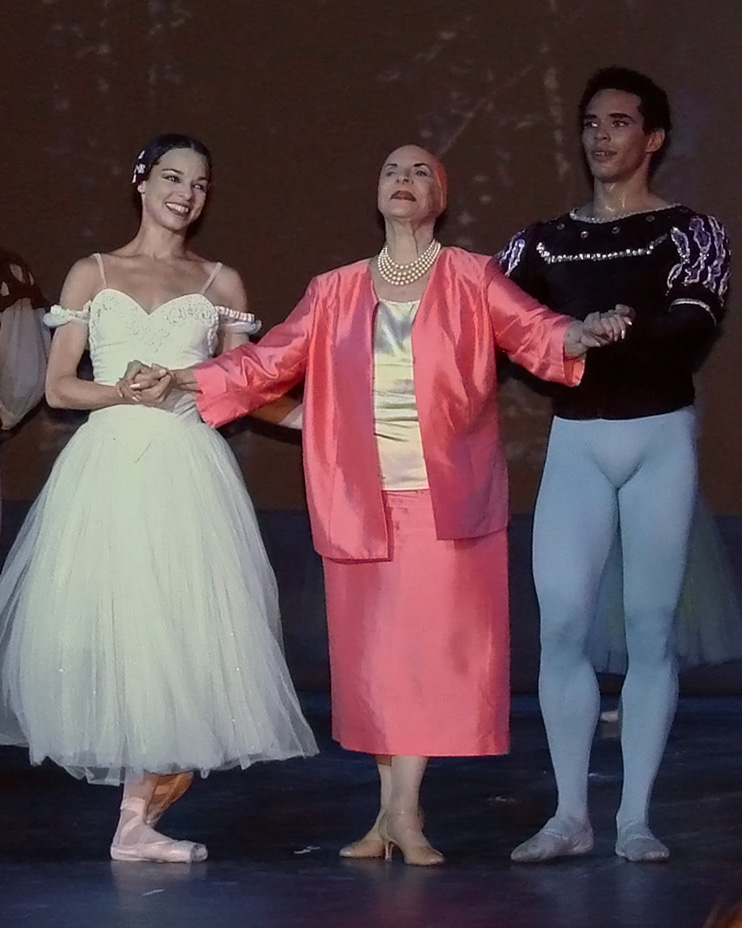
Ballet Nacional de Cuba, amb Viengsay Valdés (Giselle) i Romel Frometa (Albrecht, el príncep)
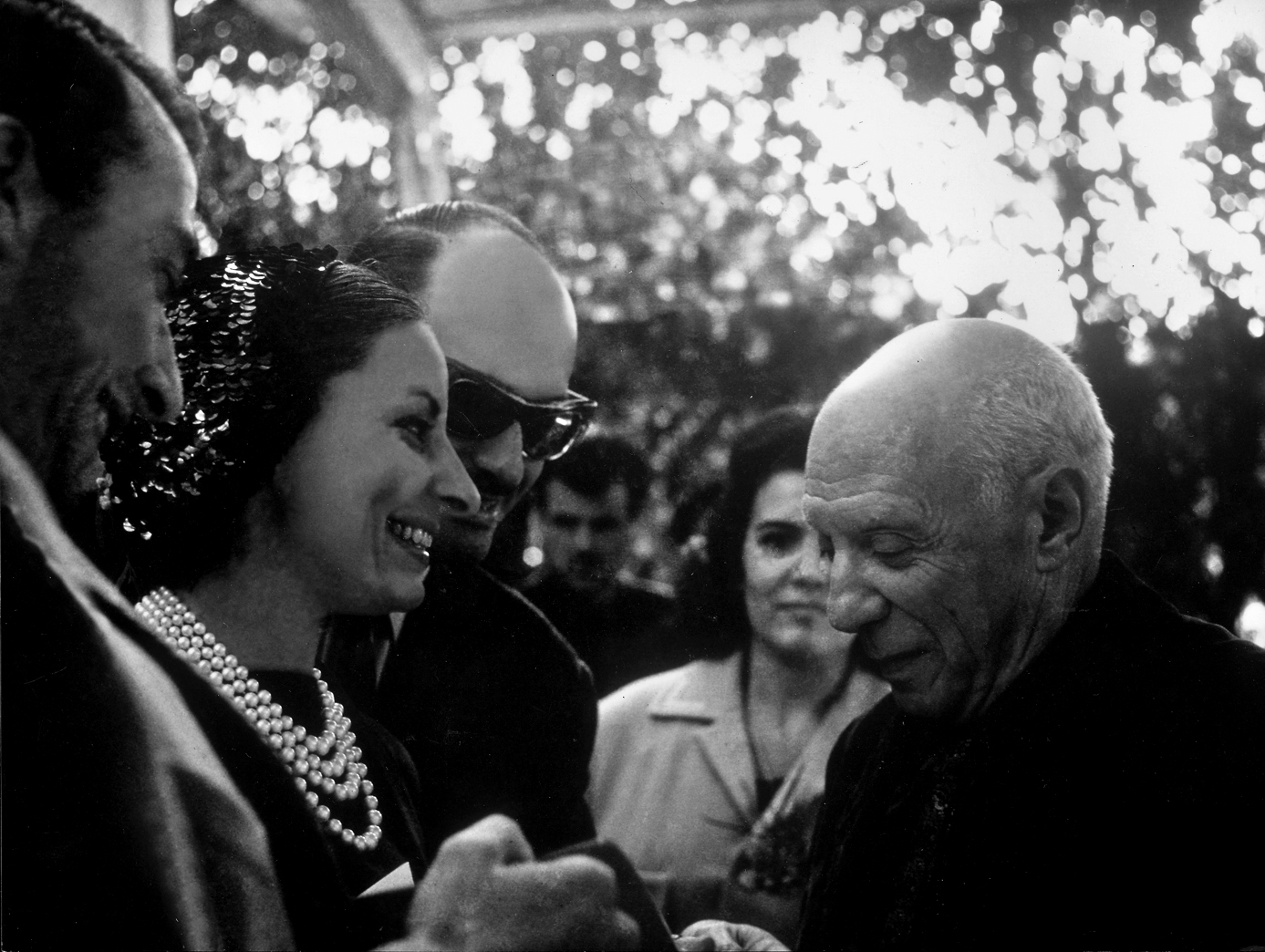
Amb Harold Gramatges i Picasso
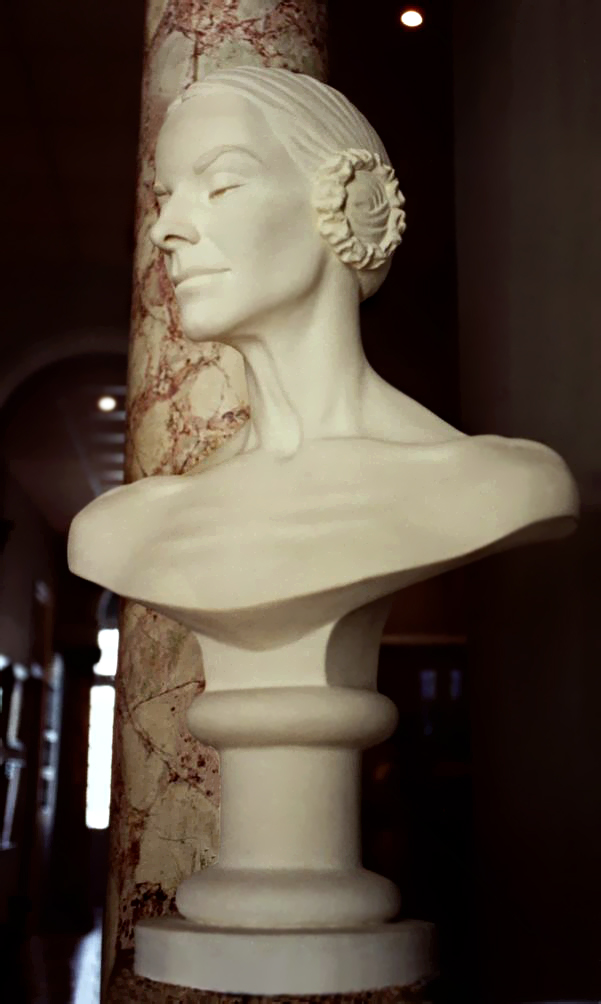
Alicia-Giselle, escultura de Carlos Enrique Prado, al Museo Nacional de la Danza (l'Havana)
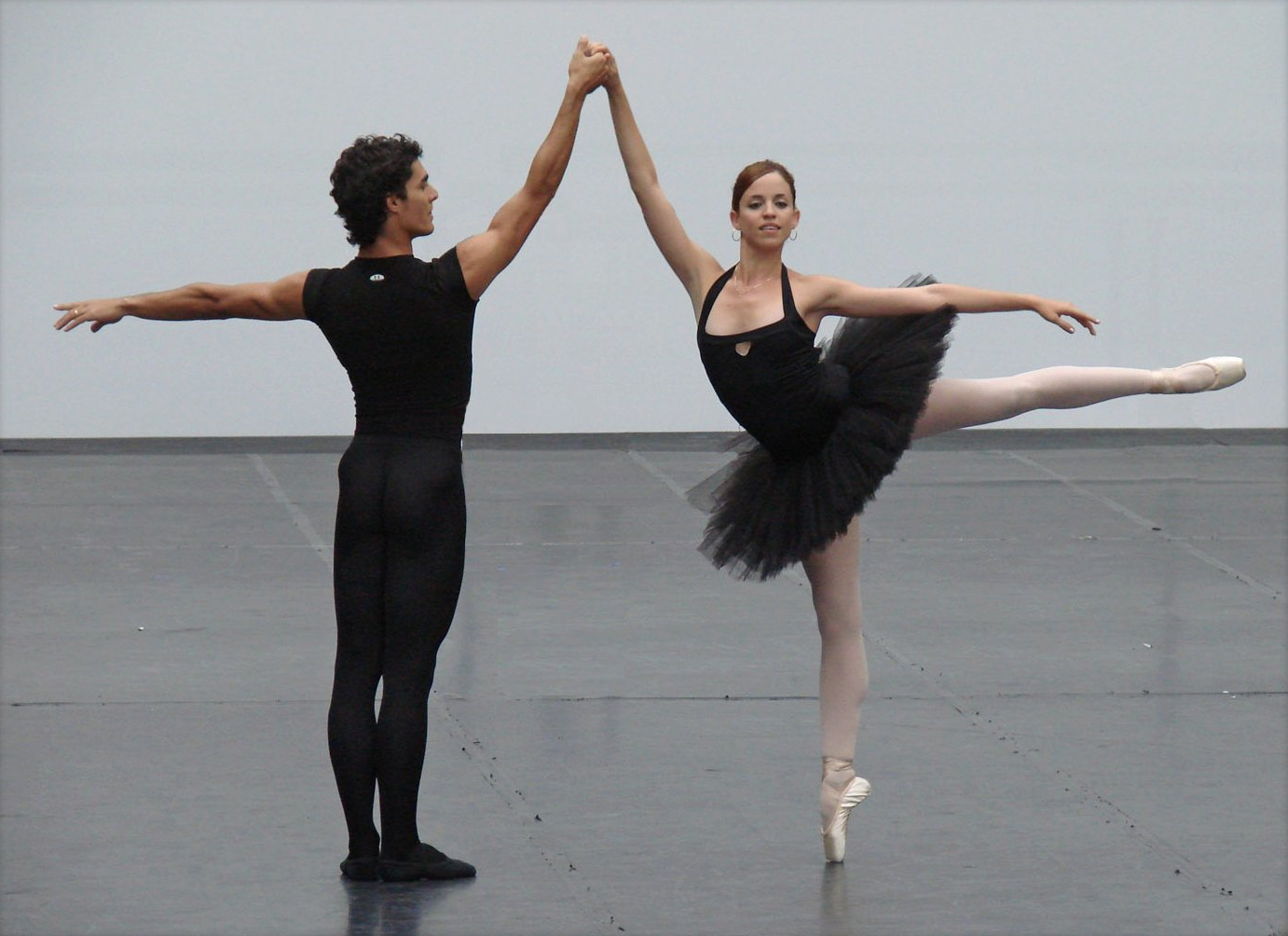
Al festival Les étés de la danse de Paris de 2007 el Ballet Nacional de Cuba va presentar Giselle i Don Quixot. Moment de portes obertes de classes i demostracions dels joves ballarins.